# Sci nautico ai Giochi del Mediterraneo sulla spiaggia
Lo sci nautico è inserito nel programma dei Giochi del Mediterraneo sulla spiaggia sin dall'edizione inaugurale che si è svolta nel 2013, comprendendo sia gare maschili che gare femminili. 

## Edizioni
| Giochi | Anno | Sede     | Gare          |
| ------ | ---- | -------- | ------------- |
| I      | 2015 | Pescara  | 6             |
| II     | 2019 | Patrasso | 6             |
| III    | 2023 | Patrasso | Non disputato |

## Medagliere complessivo
Aggiornato alla seconda edizione
| Pos.   | Paese   | Oro | Argento | Bronzo | Totale |
| ------ | ------- | --- | ------- | ------ | ------ |
| 1      | Francia | 8   | 5       | 4      | 17     |
| 2      | Italia  | 2   | 6       | 1      | 9      |
| 3      | Grecia  | 2   | 0       | 7      | 9      |
| 4      | Egitto  | 0   | 1       | 0      | 1      |
| Totale | Totale  | 12  | 12      | 12     | 36     |